# ピノビィーの大冒険
『ピノビィーの大冒険』 は、2001年3月21日にハドソンが発売したゲームボーイアドバンス用のアクションゲーム。副題は『PINOBEE・QUEST OF HEART』。2002年9月5日、PlayStationにも移植された。
キャラクターデザインは元セガのクリエイターで、「ソニック・ザ・ヘッジホッグ」や『NiGHTS into Dreams...』の主人公ナイツのデザインを手掛けた大島直人が担当している。

## 概要
ハドソンから発売されたゲームボーイアドバンスにおけるローンチタイトルであり、またアートゥーンにより開発された初のゲームタイトルでもある。モチーフはピノキオの冒険。
内容としては、ピノビィーを操作し、全27ステージを攻略していくアクションゲーム。ステージは常に右に進行するとは限らず、迷路のように入り組んだ広いものが多いため、ルート取りの自由度が高いのが特徴。また、「にっき」システムにより、シナリオは一本道とは限らない。
CGでのオープニングデモやプリレンダリングによるアニメーション等、当時の携帯型ゲーム機としては高水準なグラフィックを実現していた。
後にPlayStation用タイトルとしても発売。基本的に内容はほぼ同一だが、一部機能の追加・削減や楽曲にアレンジが施される等、いくつか変更点がみられる。

## ゲーム内容

### アクション
十字ボタンで歩きやしゃがみ、ホバリング（一定時間のみ）を行い、Aボタン（GBA）/○ボタン（PS）でジャンプ。他にも、十字ボタンで壁にくっついて登り降りをしたり、スイッチを押したりすることもできる。

#### フライングダッシュ
『ピノビィーの大冒険』の目玉ともいえるアクション。空中で十字ボタンとジャンプボタンを併用することで発動し、ロックオンした敵やアイテムに向かって体当たりすることができる。ロックオンの対象が複数の場合、一度のフライングダッシュですべて体当たりができる。また、空中移動にも利用できるアクションである。

### カウンター・メーター
ピノビィーの大冒険には、以下のような要素がある。
- エネルギーカウンター
  - 時間と共に数字が減少し、0になると歩行や壁登りの速度が遅くなってしまう。ステージ中に配置されている「フラワー」を取ると回復する（フラワー一個につき、エネルギー1回復）。
- フライングダッシュカウンター
  - フライングダッシュを行える回数が表示されており、0になると出来なくなってしまう。一回着地すると最大値まで回復する。
- ライフメーター
  - 敵や水に触れる等によりダメージを受けると減少する。無くなってしまうとゲームオーバーとなるが、何度でもコンティニューは可能。

### マップ
PS版のみ。ポーズメニューからステージのマップを表示することができ、現在位置などを確認することができる。

## ストーリー
昔、ハチの博士（おじいさん）が正しい心を持ったロボット「ピノビィー」を開発していた。 ピノビィーの体に心を入れて完成となるその瞬間、ベスターが現れおじいさんを誘拐してしまった。それから長い時間が経過していくが、ピノビィーはずっと眠りつづけていた。
ある日、眠っているピノビィーの前にようせいさんが現れ、目を覚ますよう語りかけた。そして目を覚ましたピノビィーにおじいさんを助けに行くように伝えると、心が無いピノビィーは「めんどくさい・・・・」と一言呟き、おじいさんを助ける旅に出た。

## 登場キャラクター
- ピノビィー
  - おじいさんによって生み出されたハチ型ロボットであり、本作の主人公。心がないまま目覚め、未完成の状態。好物はマーガリン[2]。
- おじいさん
  - 天才ロボット博士。ピノビィーに入れるための心を持ったまま連れ去られてしまう。
- ようせいさん
  - ピノビィーをサポートしてくれる存在。ステージの途中で会うとフライングダッシュカウンターの最大値を一つ増やしてくれる（同じステージで2回目以降に会った場合、エネルギーカウンターを増やしてくれる）。
- コオロギ
  - 度々登場し、ピノビィーに小言を言っている。アドバイスをくれることもある。
- ベスター[注 2][3]
  - 悪の昆虫軍団を率いるスズメバチのボス。おじいさんを拐って部下を最強のロボ軍団にさせようと目論んだ。
- くもロボ
  - ステージ7に登場するボス。クモの巣の上から爆弾や鉄球を落として攻撃してくる。やっつけることでコオロギを救出できる。
- ヤブカロボ
  - ステージ16に登場するボスで、大量の「カロボ」が集まって大きくなっている。自分の体をハサミやハンマー、歯車に変化させて攻撃してくる。
- フィービィー[注 3]
  - ヤブカロボに捕らえられているハチの女の子。それまでのピノビィーの行いが良かった場合、救出時に感謝の言葉をかけてくれる。

## ザコキャラクター
ベスターの手下である悪の昆虫軍団。
アリロボ
地上を動き回るアリ型ロボット。手に持っている針で攻撃してくる。
チョウロボ
空を飛ぶチョウ型ロボット。
リククモロボ
地上を移動するクモ型ロボット。ネバネバしたアミを発射してくる。
ソラクモロボ
上空からネバネバしたアミを落としてくるクモ型ロボット。
オケラロボ
穴の中から弾を発射してくるオケラ型ロボット。
ゲンゴロウロボ
水の上を移動するゲンゴロウ型ロボット。
イモムシロボ
地面を移動し、口からレーザーを発射するイモムシ型ロボット。
テントウムシロボ
爆弾を撃ってくるテントウムシ型ロボット。
セミロボ
空中から爆弾を発射してくるセミ型ロボット。
アメンボロボ
水上を移動するアメンボ型ロボット。背中のパラボラアンテナからレーザーを撃ってくる。
カマキリロボ
鎌の刃で攻撃してくるカマキリ型ロボット。
ホタルロボ
爆弾やレーザーで攻撃してくるホタル型ロボット。
バッタロボ
大きく跳ね回りながら移動するバッタ型ロボット。
ハエロボ
進化すると分身攻撃を仕掛けてくるハエ型ロボット。

### ザコキャラクターのグレード
「ブルー」、「レッド」、「シルバー」、「ゴールド」の4つのグレードが存在し、ゴールドが一番強い。ステージ内のゴールドエネミーを倒せないまま先のステージに進んで行くと、どんどん上級のグレードに進化してしまう。敵のグレードが「ブルー」～「シルバー」の時は、ステージには1体のみゴールドエネミーが存在し、その1体のみを倒せば条件を満たしたことになるが、最大の「ゴールド」まで進化させてしまうとステージ内のすべての敵を倒さないと条件を満たせなくなる。

## にっき
ピノビィーの大冒険では、ステージをクリアするとそのステージの「にっき」が書かれるが、その内容はピノビィーの行動によって変化する。時にはにっきの文面がゲーム中のヒントになる場合もある。
にっきの内容を左右する行動は、主に以下の2つ。
- イベント
  - 出会ったコオロギやようせいさんをやっつけたり（ようせいさんからは何ももらえなくなる）、捕まっている昆虫を無視したりすると悪い行動となる。
- きんいろのてき
  - ステージ中のゴールドエネミーをすべて倒したかどうかでにっきの内容が変化する。倒さなくてもエンディングには影響は無いが、ステージ中でのゴールドエネミーの数が増えるため、難易度が上昇する。

いずれも、同じステージを再プレイして行動を変えることでにっきを書き換えることができる（「人生やりなおしシステム」）。

### エンディング
本作はマルチエンディングを採用しており、良い行動が多ければおじいさんを救出でき、悪い行動が多かった場合ステージ22のゴールでようせいさんに叱責されるバッドエンディングとなる。エンディング後もにっきの書き換えは可能であり、一つのセーブファイルですべてのエンディングを観ることも可能。エンディング自体は全6種類。

## アイテムカプセル
ステージ中にはアイテムカプセルがあり、これに触れると以下のアイテムのうちいずれかを得られる。ちなみにアイテムの中には何の効果もない「ハズレ」もある。

### その場で効果があるアイテム
- 無敵
  - 一定時間ダメージを受けなくなる。色によって持続時間が異なり、赤、黄、青がそれぞれ10、20、30秒持続する。
- フラワー
  - 10、20、30の中から一つ選ばれ、その分エネルギーカウンターが回復する。
- バリア
  - 一回分ダメージを受けなくなる。
- ライフ回復
  - ライフメーターが回復する。S、M、Lがあり、それぞれ回復量が異なる。

### あつめるアイテム
「あいはスゴイ3」や「どりょくはキレイ2」といったアイテムで、いずれかをランダムで入手できる。あい、ゆうき、どりょくの3つの属性が存在する。単体では効果を発揮しないが、同じ属性のものをビンゴの要領で揃えると、以下のような効果が発生する（斜めに揃えても効果はない）。
| スゴイ1                     | スゴイ2                 | スゴイ3                                 | スゴイ4                    | ライフメーターの 最大値+1※1            |
| ツヨイ1                     | ツヨイ2                 | ツヨイ3                                 | ツヨイ4                    | ライフの 減り方が-1※2                  |
| キレイ1                     | キレイ2                 | キレイ3                                 | キレイ4                    | エネルギーカウンターの 上限が100上昇※3 |
| キツイ1                     | キツイ2                 | キツイ3                                 | キツイ4                    | エネルギーの消費スピードが 1秒下がる※4 |
| ダッシュカウンター 最大数+1 | 敵の進化が レベルダウン | あつめるアイテムの カプセルのみ色が変化 | フラワー1つで エネルギー+2 | 効果                                   |

※1 - ゆうきの場合+2
※2 - ゆうきの場合-2
※3 - あいの場合200上昇
※4 - どりょくの場合2秒
あい、ゆうき、どりょくのいずれかのビンゴを埋めると、「キング」や「クイーン」が登場するようになる（これらにも、3つの属性が存在する）。同じ属性のアイテム18個をすべて集めると、ハイパーピノビィーの条件を満たしたことになる。
あつめるアイテムの持てる上限は24個だが、不要なアイテムは適宜捨てることも可能。

#### 通信機能
GBA版のみ。他の本体と通信ケーブルで繋ぎ、あつめるアイテムを交換することができる。アイテムの一方的な送信や受信は不可。

## 舞台
人間から見ればのどかで小さな場所に過ぎないが、ピノビィーからすれば大きな冒険の場といえる。開発スタッフによると「アングロアの橋の付近」をイメージし、「虫の視点」をテーマに冒険の舞台を構築したという。
- 第1章 - あたたかの森
- 第2章 - うきうきの花
- 第3章 - くらがりの道
- 第4章 - とらわれの地
- 第5章 - かぜの谷
- 第6章 - せかせかの村
- 第7章 - ぐうたらの国
- 第8章 - くみたての箱
- 第9章 - はらはらの中

## ハイパーピノビィー
ピノビィーの体が輝いている状態。条件を満たした状態で、エネルギーカウンターが100以上になるとハイパーピノビィーとなる。ハイパーピノビィーである間はエネルギーカウンターの減少スピードが速いが、無敵かつフライングダッシュし放題となる。エネルギーカウンターが0になると元に戻ってしまう。

## チェックポイント
ステージ上に配置されており、通過するとライフが全快するだけでなく、コンティニューの際にそこから再開することができる（GBA版のみステージ途中で電源を切った場合も、チェックポイントが再開地点となる）。

### 不具合
GBA版のみ。ピノビィーが左を向いた状態で特定のチェックポイントに触れた後、電源を切って再開するか、もしくはその状態でゲームオーバーになってコンティニューした場合、そのセーブファイルで再開できなくなってしまう不具合が存在し、当時のハドソンも公式サイトにて注意を呼び掛けていた。

#### 不具合の対象となるチェックポイント
- ステージ12に位置する、ゴール下でワープトビラから出た直後に見えるチェックポイント
- ステージ19に位置する、すべり台をすべり終えた直後にあるワープトビラ近くのチェックポイント

#### 対処など
ステージの進行方向を考慮すると、普通にプレイした場合不具合の対象となるチェックポイントはいずれも左から右に通過するため、基本的に気にする必要はない。もし左向きで触れてしまった場合、そのままステージをクリアすれば不具合を回避できる。また、ゲームオーバー時には「いいえ」の選択肢を選べば不具合は発生しない。
万が一不具合が発生した場合はセーブデータを消去することで再開することができる（もちろんプレイは最初からとなる）。

## ギャラリー
PS版のみ。「エンディングシアター」と「アートギャラリー」の2つの項目が存在する。

### エンディングシアター
一度観たエンディングを何度でも観ることができる。以下、エンディングシアターで観られるムービーのタイトル及びそのエンディングの内容を記す（内容に関してはGBA版も共通）。
わるものたち
一番下のエンディング。ようせいさんによってピノビィーがバラバラに分解されてしまい、世界がベスターの独擅場となる。
さかうらみ
下から2番目のエンディング。ピノビィーはおじいさんの救出を完全に放棄し、一人で暮らすことを決めてしまう。ちなみにこのエンディングには、にっきの文面が2種類存在する。
じゃまするな！
下から3番目のエンディング。何もかもが面倒臭くなり、自分の居場所すらも分からなくなってしまったピノビィーは、おじいさんのことがどうでも良くなり家へと帰る。
きゅうしゅつ
上から3番目（下から4番目）のエンディング。おじいさんを救出後、心をどこかに落としてしまったことが判明したが、ピノビィーにはその事の重大さが理解できなかった。ピノビィーには心が無いままだが、彼らは無事に帰還した。
さいかい
上から2番目のエンディング。おじいさんを救出し、無事にピノビィーの胸に心が入れられた。
ありがとう
一番上のエンディング。おじいさんがピノビィーに心を入れようとした瞬間、冒険の過程で既にピノビィーに心が満たされていることが判明し、おじいさんはピノビィーを抱きしめ、涙を流した。そしておじいさんの顔を再び見たとき、ピノビィーはミツバチになっていた。

### アートギャラリー
ピノビィーの大冒険に関するイラスト集で、エンディングシアターですべてのエンディングを観れるようにすると閲覧できるようになる。以下、イラストのタイトルを記す。
あくのボス
ラストダッシュ
ピノワールド
がんばれ！
しゅっぱつ
みんな
あいつは！？
こころって？

## シリーズ作品
- ピノビィー&フィービィー - 本作の続編。日本でのみ発売。

## 関連書籍
- ピノビィーの大冒険
  - 2001年、集英社発行、ISBN 4-08-779104-1。ゲームボーイアドバンス版の攻略本。